# Inégalité de Cauchy
Pour les articles homonymes, voir Cauchy.
Ne doit pas être confondu avec Inégalité de Cauchy-Schwarz.
L'inégalité de Cauchy, établie par Augustin Louis Cauchy, est une relation permettant d'estimer les dérivées d'une fonction holomorphe. Elle découle immédiatement de la formule intégrale de Cauchy.

## Énoncé
Soit f une fonction holomorphe dans un disque de centre ω0 et de rayon R et soit r un réel de ]0, R[. On note :
Alors, pour tout entier naturel n,

## Démonstration
Voir le § Principale conséquence de l'article sur la formule intégrale de Cauchy.

## Conséquence
On peut déduire le théorème de Liouville de cette inégalité.